# Chemnitzer Fußballclub 2000-2001
Questa voce raccoglie le informazioni riguardanti il Chemnitzer Fußballclub nelle competizioni ufficiali della stagione 2000-2001.

## Stagione
Nella stagione 2000-2001 il Chemnitz, allenato da Manfred Lienemann, Josip Kuže, Manfred Lienemann e Dirk Karkuth, concluse il campionato di 2. Bundesliga al 18º posto e fu retrocesso in Regionalliga. In Coppa di Germania il Chemnitz fu eliminato al primo turno dal Karlsruhe.

## Rosa
| N. |                     | Ruolo | Calciatore         |
| -- | ------------------- | ----- | ------------------ |
| 1  | Bulgaria (bandiera) | P     | Antonio Ananiev    |
| 2  | Germania (bandiera) | D     | Jan Schmidt        |
| 3  | Germania (bandiera) | D     | Thomas Laudeley    |
| 4  | Croazia (bandiera)  | D     | Damir Biskup       |
| 5  | Germania (bandiera) | C     | Sven Köhler        |
| 6  | Germania (bandiera) | C     | Alexander Tetzner  |
| 7  | Germania (bandiera) | D     | Torsten Bittermann |
| 8  | Croazia (bandiera)  | C     | Mario Ivanković    |
| 11 | Germania (bandiera) | D     | Ulf Mehlhorn       |
| 12 | Germania (bandiera) | P     | Daniel Fröhlich    |
| 13 | Germania (bandiera) | C     | Kay-Uwe Jendrossek |
| 14 | Germania (bandiera) | A     | Ronny Kujat        |
| 15 | Germania (bandiera) | D     | Tino Findeisen     |
| 16 | Germania (bandiera) | D     | Jörg Sobiech       |

| N. |                                 | Ruolo | Calciatore       |
| -- | ------------------------------- | ----- | ---------------- |
| 17 | Germania (bandiera)             | C     | Olaf Holetschek  |
| 18 | Germania (bandiera)             | C     | Karsten Oswald   |
| 19 | Germania (bandiera)             | D     | Marco Franke     |
| 20 | Germania (bandiera)             | P     | Steffen Süssner  |
| 21 | Germania (bandiera)             | C     | Peer Kluge       |
| 22 | Germania (bandiera)             | A     | Carsten Lakies   |
| 23 | Germania (bandiera)             | C     | Dirk Anders      |
| 25 | Macedonia del Nord (bandiera)   | D     | Boban Babunski   |
| 25 | Germania (bandiera)             | A     | Marcel Podszus   |
| 26 | Germania (bandiera)             | A     | Sebastian Hähnge |
| 27 | Serbia (bandiera)               | D     | Dražen Podunavac |
| 28 | Germania (bandiera)             | C     | André Krasselt   |
| 30 | Germania (bandiera)             | C     | Olaf Renn        |
| 31 | Bosnia ed Erzegovina (bandiera) | C     | Samir Muratović  |

## Organigramma societario
Area tecnica
- Allenatore: Dirk Karkuth
- Allenatore in seconda: Manfred Lienemann
- Preparatore dei portieri:
- Preparatori atletici:

## Calciomercato

### Sessione estiva
| Acquisti | Acquisti        | Acquisti            | Acquisti |
| R.       | Nome            | da                  | Modalità |
| -------- | --------------- | ------------------- | -------- |
| C        | Samir Muratović | Željezničar         |          |
| C        | Dirk Anders     | VfR Mannheim        |          |
| D        | Boban Babunski  | CD Logroñés         |          |
| D        | Tino Findeisen  | Carl Zeiss Jena     |          |
| C        | Olaf Holetschek | Hansa Rostock       |          |
| C        | Mario Ivanković | Varaždin            |          |
| C        | André Krasselt  | Plauen              |          |
| A        | Carsten Lakies  | Karlsruhe           |          |
| A        | Marcel Podszus  | Bayer Leverkusen II |          |
| C        | Olaf Renn       | Energie Cottbus     |          |
| D        | Jan Schmidt     | Plauen              |          |
| C        | Endre Varga     | Pécs                |          |

| Cessioni | Cessioni               | Cessioni         | Cessioni |
| R.       | Nome                   | a                | Modalità |
| -------- | ---------------------- | ---------------- | -------- |
| D        | Emmanuel Izuagha Ejike | Wehen Wiesbaden  |          |
| C        | Jens König             | Fortuna Chemnitz |          |
| A        | Danilo Kunze           | VfB Auerbach     |          |
| A        | Christian Müller       | Rot-Weiß Erfurt  |          |
| A        | Mirko Ullmann          | Hannover 96      |          |

### Sessione invernale
| Acquisti | Acquisti     | Acquisti         | Acquisti |
| R.       | Nome         | da               | Modalità |
| -------- | ------------ | ---------------- | -------- |
| D        | Jörg Sobiech | Waldhof Mannheim |          |

| Cessioni | Cessioni            | Cessioni         | Cessioni |
| R.       | Nome                | a                | Modalità |
| -------- | ------------------- | ---------------- | -------- |
| A        | Alen Avdić          | Suwon Bluewings  |          |
| C        | Nebojša Krupniković | Hannover 96      |          |
| C        | Ervin Skela         | Waldhof Mannheim |          |
| C        | Endre Varga         | Stahl Riesa      |          |
| A        | Mark Dittgen        | Waldhof Mannheim |          |

## Risultati

### 2. Bundesliga

#### Girone di andata
| Arbitro: | Berg |

|                                                       |           |                  |
| Hasenhüttl 20’ Felgenhauer 69’ Elberfeld 70’ Türr 72’ | Marcatori | 54’ (rig.) Skela |

| Arbitro: | Keßler |

|  |           |                  |
|  | Marcatori | 68’, 82’ Stendel |

| Arbitro: | Stark |

|                 |           |                                    |
| Krupniković 80’ | Marcatori | 31’ Tiéku 44’ Choji 87’ Bartolović |

| Arbitro: | Voss |

|                   |           |                 |
| Köhler 32’ (aut.) | Marcatori | 73’ Krupniković |

| Arbitro: | Frank |

|          |           |  |
| Kluge 2’ | Marcatori |  |

| Arbitro: | Schmidt |

|                            |           |               |
| Obad 5’, 18’ Vier 66’, 67’ | Marcatori | 56’ Ivanković |

| Arbitro: | Wack |

|  |           |                               |
|  | Marcatori | 66’ (rig.) Ouakili 83’ Kramny |

| Arbitro: | Anklam |

|           |           |                               |
| Guzik 73’ | Marcatori | 6’ Krupniković 68’ Holetschek |

| Arbitro: | Späker |

|                  |           |                                   |
| Skela 20’ (rig.) | Marcatori | 57’ Meggle 61’ Klasnić 88’ Lotter |

| Arbitro: | Kircher |

|                                        |           |                |
| Möckel 12’ Günther 30’ (rig.) Nikl 68’ | Marcatori | 50’ Holetschek |

| Arbitro: | Meyer |

|                              |           |                        |
| Babunski 3’ Skela 18’ (rig.) | Marcatori | 29’ Feinbier 55’ Bella |

| Mannheim 10 novembre 2000, ore 19:00 CET 12ª giornata | Waldhof Mannheim | 0 – 0 referto | Chemnitz | Carl-Benz-Stadion (5 000 spett.)\| Arbitro: \| Berg \| |
| Arbitro:                                              | Berg             |               |          |                                                        |

| Arbitro: | Jansen |

|                       |           |                                      |
| Krupniković 1’ (rig.) | Marcatori | 7’ Aduobe 25’ Lapaczinski 79’ Djappa |

| Arbitro: | Rafati |

|                                            |           |  |
| Silvinho 43’ Kümmerle 51’, 71’ Blessin 64’ | Marcatori |  |

| Arbitro: | Wezel |

|          |           |                                                   |
| Renn 30’ | Marcatori | 13’ Policella 85’ (aut.) Mehlhorn 89’ Milovanovic |

| Arbitro: | Haupt |

|                                                       |           |               |
| Klitzpera 4’ Wück 7’ Wichniarek 59’, 88’ Labbadia 71’ | Marcatori | 86’ Muratović |

| Arbitro: | Gagelmann |

|  |           |                                       |
|  | Marcatori | 12’ van Lent 72’ Korzynietz 82’ Aidoo |

#### Girone di ritorno
| Arbitro: | Minskowski |

|  |           |                                |
|  | Marcatori | 18’ Rouissi 85’ (rig.) Walther |

| Hannover 26 gennaio 2001, ore 19:00 CET 19ª giornata | Hannover 96 | 0 – 0 referto | Chemnitz | Niedersachsenstadion (9 262 spett.)\| Arbitro: \| Margenberg \| |
| Arbitro:                                             | Margenberg  |               |          |                                                                 |

| Arbitro: | Kemmling |

|                                                           |           |          |
| Choji 18’ Plassnegger 55’ Bender 84’ (rig.) Hutwelker 90’ | Marcatori | 45’ Renn |

| Arbitro: | Sippel |

|            |           |                       |
| Anders 80’ | Marcatori | 60’ Petri 68’ Claaßen |

| Arbitro: | Voss |

|                             |           |  |
| Rösler 32’, 81’ Leandro 44’ | Marcatori |  |

| Arbitro: | Kircher |

|  |           |           |
|  | Marcatori | 76’ Weber |

| Arbitro: | Lange |

|                            |           |           |
| Babatz 15’ N'Kufo 48’, 67’ | Marcatori | 19’ Kujat |

| Arbitro: | Kinhöfer |

|                       |           |                        |
| Kujat 56’ Schmidt 65’ | Marcatori | 37’, 53’ Xie 84’ Diane |

| Arbitro: | Margenberg |

|                                    |           |  |
| Rath 27’ Kolinger 66’ Konetzke 85’ | Marcatori |  |

| Arbitro: | Schmidt |

|                |           |           |
| Bittermann 89’ | Marcatori | 39’ David |

| Arbitro: | Pickel |

|                                                            |           |                 |
| Arnold 24’ (rig.), 39’ Schuster 35’ Spörl 50’ Feinbier 67’ | Marcatori | 6’, 28’ Tetzner |

| Chemnitz 12 aprile 2001, ore 19:00 CEST 29ª giornata | Chemnitz | 0 – 0 referto | Waldhof Mannheim | Stadion an der Gellertstraße (2 920 spett.)\| Arbitro: \| Wezel \| |
| Arbitro:                                             | Wezel    |               |                  |                                                                    |

| Arbitro: | Scheppe |

|                         |           |  |
| Malchow 12’ (rig.), 24’ | Marcatori |  |

| Arbitro: | Rafati |

|  |           |                           |
|  | Marcatori | 64’ Cássio 69’ Zimmermann |

| Arbitro: | Keßler |

|             |           |             |
| Wolters 29’ | Marcatori | 87’ Podszus |

| Arbitro: | Stark |

|             |           |  |
| Tetzner 45’ | Marcatori |  |

| Arbitro: | Aust |

|                                    |           |  |
| van Lent 12’ Nielsen 33’ Houdt 68’ | Marcatori |  |

### Coppa di Germania
| Arbitro: | Pickel |

|                        |           |           |
| Çetin 15’ Waterink 22’ | Marcatori | 48’ Skela |

## Statistiche

### Statistiche di squadra
| Competizione      | Punti | In casa | In casa | In casa | In casa | In casa | In casa | In trasferta | In trasferta | In trasferta | In trasferta | In trasferta | In trasferta | Totale | Totale | Totale | Totale | Totale | Totale | DR  |
| Competizione      | Punti | G       | V       | N       | P       | Gf      | Gs      | G            | V            | N            | P            | Gf           | Gs           | G      | V      | N      | P      | Gf     | Gs     | DR  |
| ----------------- | ----- | ------- | ------- | ------- | ------- | ------- | ------- | ------------ | ------------ | ------------ | ------------ | ------------ | ------------ | ------ | ------ | ------ | ------ | ------ | ------ | --- |
| 2. Bundesliga     | 16    | 17      | 2       | 3       | 12      | 12      | 32      | 17           | 1            | 4            | 12           | 12           | 46           | 34     | 3      | 7      | 24     | 24     | 78     | -54 |
| Coppa di Germania | -     | 0       | 0       | 0       | 0       | 0       | 0       | 1            | 0            | 0            | 1            | 1            | 2            | 1      | 0      | 0      | 1      | 1      | 2      | -1  |
| Totale            | 16    | 17      | 2       | 3       | 12      | 12      | 32      | 18           | 1            | 4            | 13           | 13           | 48           | 35     | 3      | 7      | 25     | 25     | 80     | -55 |

### Andamento in campionato
| Giornata  | 1  | 2  | 3  | 4  | 5  | 6  | 7  | 8  | 9  | 10 | 11 | 12 | 13 | 14 | 15 | 16 | 17 | 18 | 19 | 20 | 21 | 22 | 23 | 24 | 25 | 26 | 27 | 28 | 29 | 30 | 31 | 32 | 33 | 34 |
| --------- | -- | -- | -- | -- | -- | -- | -- | -- | -- | -- | -- | -- | -- | -- | -- | -- | -- | -- | -- | -- | -- | -- | -- | -- | -- | -- | -- | -- | -- | -- | -- | -- | -- | -- |
| Luogo     | T  | C  | C  | T  | C  | T  | C  | T  | C  | T  | C  | T  | C  | T  | C  | T  | C  | C  | T  | C  | T  | T  | T  | C  | T  | C  | C  | T  | C  | T  | C  | T  | C  | T  |
| Risultato | P  | P  | P  | N  | V  | P  | P  | V  | P  | P  | N  | N  | P  | P  | P  | P  | P  | P  | N  | P  | P  | P  | P  | P  | P  | P  | N  | P  | N  | P  | P  | N  | V  | P  |
| Posizione | 17 | 18 | 18 | 18 | 13 | 16 | 17 | 14 | 17 | 18 | 18 | 18 | 18 | 18 | 18 | 18 | 18 | 18 | 18 | 18 | 18 | 18 | 18 | 18 | 18 | 18 | 18 | 18 | 18 | 18 | 18 | 18 | 18 | 18 |

Legenda:

Luogo: C = Casa; T = Trasferta. Risultato: V = Vittoria; N = Pareggio; P = Sconfitta.

### Statistiche dei giocatori
!! colspan="4" | Totale

| Giocatore      | 2. Bundesliga | 2. Bundesliga | 2. Bundesliga | 2. Bundesliga | Coppa di Germania A. Ananiev | Coppa di Germania A. Ananiev | Coppa di Germania A. Ananiev | Coppa di Germania A. Ananiev | 16       | 0    | 0           | 1          | 1 | 0 | 0 | 0 | 17 | 0 | 0 | 1 |
| Giocatore      | Presenze      | Reti          | Ammonizioni   | Espulsioni    | Presenze                     | Reti                         | Ammonizioni                  | Espulsioni                   | Presenze | Reti | Ammonizioni | Espulsioni |   |   |   |   |    |   |   |   |
| D. Anders      | 6             | 1             | 1             | 1             | 0                            | 0                            | 0                            | 0                            | 6        | 1    | 1           | 1          |   |   |   |   |    |   |   |   |
| A. Avdić       | 12            | 0             | 3             | 0             | 1                            | 0                            | 0                            | 0                            | 13       | 0    | 3           | 0          |   |   |   |   |    |   |   |   |
| B. Babunski    | 8             | 1             | 2             | 0             | 0                            | 0                            | 0                            | 0                            | 8        | 1    | 2           | 0          |   |   |   |   |    |   |   |   |
| D. Biskup      | 5             | 0             | 1             | 0             | 1                            | 0                            | 1                            | 0                            | 6        | 0    | 2           | 0          |   |   |   |   |    |   |   |   |
| T. Bittermann  | 21            | 1             | 2             | 1             | 1                            | 0                            | 0                            | 0                            | 22       | 1    | 2           | 1          |   |   |   |   |    |   |   |   |
| M. Dittgen     | 9             | 0             | 1             | 0             | 1                            | 0                            | 0                            | 0                            | 10       | 0    | 1           | 0          |   |   |   |   |    |   |   |   |
| E. Ejike       | 1             | 0             | 0             | 0             | 0                            | 0                            | 0                            | 0                            | 1        | 0    | 0           | 0          |   |   |   |   |    |   |   |   |
| T. Findeisen   | 0             | 0             | 0             | 0             | 0                            | 0                            | 0                            | 0                            | 0        | 0    | 0           | 0          |   |   |   |   |    |   |   |   |
| M. Franke      | 10            | 0             | 0             | 0             | 0                            | 0                            | 0                            | 0                            | 10       | 0    | 0           | 0          |   |   |   |   |    |   |   |   |
| D. Fröhlich    | 1             | 0             | 0             | 0             | 0                            | 0                            | 0                            | 0                            | 1        | 0    | 0           | 0          |   |   |   |   |    |   |   |   |
| D. Göhlert     | 11            | 0             | 4             | 0             | 0                            | 0                            | 0                            | 0                            | 11       | 0    | 4           | 0          |   |   |   |   |    |   |   |   |
| O. Holetschek  | 19            | 2             | 2             | 2             | 1                            | 0                            | 0                            | 0                            | 20       | 2    | 2           | 2          |   |   |   |   |    |   |   |   |
| S. Hähnge      | 0             | 0             | 0             | 0             | 0                            | 0                            | 0                            | 0                            | 0        | 0    | 0           | 0          |   |   |   |   |    |   |   |   |
| M. Ivanković   | 10            | 1             | 0             | 0             | 1                            | 0                            | 1                            | 0                            | 11       | 1    | 1           | 0          |   |   |   |   |    |   |   |   |
| K. Jendrossek  | 17            | 0             | 4             | 0             | 0                            | 0                            | 0                            | 0                            | 17       | 0    | 4           | 0          |   |   |   |   |    |   |   |   |
| P. Kluge       | 31            | 1             | 6             | 0             | 1                            | 0                            | 0                            | 0                            | 32       | 1    | 6           | 0          |   |   |   |   |    |   |   |   |
| S. Klömich     | 0             | 0             | 0             | 0             | 0                            | 0                            | 0                            | 0                            | 0        | 0    | 0           | 0          |   |   |   |   |    |   |   |   |
| A. Krasselt    | 0             | 0             | 0             | 0             | 0                            | 0                            | 0                            | 0                            | 0        | 0    | 0           | 0          |   |   |   |   |    |   |   |   |
| N. Krupniković | 12            | 4             | 2             | 0             | 1                            | 0                            | 0                            | 0                            | 13       | 4    | 2           | 0          |   |   |   |   |    |   |   |   |
| R. Kujat       | 26            | 2             | 3             | 0             | 1                            | 0                            | 0                            | 0                            | 27       | 2    | 3           | 0          |   |   |   |   |    |   |   |   |
| S. Köhler      | 16            | 0             | 3             | 0             | 0                            | 0                            | 0                            | 0                            | 16       | 0    | 3           | 0          |   |   |   |   |    |   |   |   |
| C. Lakies      | 7             | 0             | 1             | 0             | 0                            | 0                            | 0                            | 0                            | 7        | 0    | 1           | 0          |   |   |   |   |    |   |   |   |
| T. Laudeley    | 13            | 0             | 0             | 0             | 1                            | 0                            | 0                            | 0                            | 14       | 0    | 0           | 0          |   |   |   |   |    |   |   |   |
| U. Mehlhorn    | 30            | 0             | 4             | 1             | 1                            | 0                            | 1                            | 0                            | 31       | 0    | 5           | 1          |   |   |   |   |    |   |   |   |
| S. Muratović   | 6             | 1             | 1             | 0             | 0                            | 0                            | 0                            | 0                            | 6        | 1    | 1           | 0          |   |   |   |   |    |   |   |   |
| K. Oswald      | 32            | 0             | 9             | 0             | 0                            | 0                            | 0                            | 0                            | 32       | 0    | 9           | 0          |   |   |   |   |    |   |   |   |
| M. Podszus     | 16            | 1             | 1             | 0             | 0                            | 0                            | 0                            | 0                            | 16       | 1    | 1           | 0          |   |   |   |   |    |   |   |   |
| D. Podunavac   | 26            | 0             | 0             | 1             | 0                            | 0                            | 0                            | 0                            | 26       | 0    | 0           | 1          |   |   |   |   |    |   |   |   |
| O. Renn        | 19            | 2             | 6             | 1             | 0                            | 0                            | 0                            | 0                            | 19       | 2    | 6           | 1          |   |   |   |   |    |   |   |   |
| J. Schmidt     | 14            | 1             | 2             | 0             | 0                            | 0                            | 0                            | 0                            | 14       | 1    | 2           | 0          |   |   |   |   |    |   |   |   |
| E. Skela       | 18            | 3             | 4             | 0             | 1                            | 1                            | 0                            | 0                            | 19       | 4    | 4           | 0          |   |   |   |   |    |   |   |   |
| J. Sobiech     | 13            | 0             | 1             | 1             | 0                            | 0                            | 0                            | 0                            | 13       | 0    | 1           | 1          |   |   |   |   |    |   |   |   |
| S. Süssner     | 18            | 0             | 1             | 0             | 0                            | 0                            | 0                            | 0                            | 18       | 0    | 1           | 0          |   |   |   |   |    |   |   |   |
| S. Süßner      | 0             | 0             | 0             | 0             | 0                            | 0                            | 0                            | 0                            | 0        | 0    | 0           | 0          |   |   |   |   |    |   |   |   |
| A. Tetzner     | 26            | 3             | 4             | 0             | 0                            | 0                            | 0                            | 0                            | 26       | 3    | 4           | 0          |   |   |   |   |    |   |   |   |